# USS Stanton (DE-247)
USS Stanton (DE-247) là một tàu hộ tống khu trục lớp Edsall từng phục vụ cùng Hải quân Hoa Kỳ trong Chiến tranh Thế giới thứ hai. Nó là chiếc tàu chiến duy nhất của Hải quân Hoa Kỳ được đặt cái tên này, theo tên Chuẩn đô đốc Oscar F. Stanton (1834-1924), người từng lần lượt đảm trách tư lệnh các Hải đôi Nam Đại Tây Dương và Hải đôi Bắc Đại Tây Dương. Nó đã phục vụ cho đến khi chiến tranh kết thúc, xuất biên chế năm 1947, rồi được cho xóa đăng bạ năm 1970. Số phận cuối cùng của con tàu không rõ, có thể đã bị bán để tháo dỡ hoặc đã bị đánh chìm. Stanton được tặng thưởng ba Ngôi sao Chiến trận do thành tích phục vụ trong Thế Chiến II.

## Thiết kế và chế tạo
Lớp Edsall có thiết kế hầu như tương tự với lớp Cannon dẫn trước; khác biệt chủ yếu là ở hệ thống động lực Kiểu FMR do được trang bị động cơ diesel Fairbanks-Morse dẫn động qua hộp số giảm tốc đến trục chân vịt. Đây là cấu hình động cơ được áp dụng rộng rãi trên tàu ngầm, được chứng tỏ là có độ tin cậy cao hơn so với lớp Cannon.
Vũ khí trang bị bao gồm ba pháo 3 in (76 mm)/50 cal trên tháp pháo nòng đơn có thể đối hạm hoặc phòng không, một khẩu đội pháo phòng không Bofors 40 mm nòng đôi và tám pháo phòng không Oerlikon 20 mm. Vũ khí chống ngầm bao gồm một dàn súng cối chống tàu ngầm Hedgehog Mk. 10 (có 24 nòng và mang theo 144 quả đạn); hai đường ray Mk. 9 và tám máy phóng K3 Mk. 6 để thả mìn sâu. Con tàu vẫn giữ lại ba ống phóng ngư lôi Mark 15 21 inch (533 mm), và được trang bị radar SC dò tìm không trung và mặt biển. Thủy thủ đoàn đầy đủ bao gồm 186 sĩ quan và thủy thủ.
Stanton được đặt lườn tại xưởng tàu của hãng Brown Shipbuilding, ở Houston, Texas vào ngày 7 tháng 12, 1942. Nó được hạ thủy vào ngày 21 tháng 2, 1943, được đỡ đầu bởi bà William S. Burrell, và nhập biên chế cùng Hải quân Hoa Kỳ vào ngày 7 tháng 8, 1943 dưới quyền chỉ huy của Hạm trưởng, Thiếu tá Hải quân Christopher Sylvanus Barker, Jr.

## Lịch sử hoạt động

### Mặt trận Đại Tây Dương
Lên đường đi San Juan, Puerto Rico vào ngày 29 tháng 8, 1943, Stanton tiến hành chạy thử máy huấn luyện cùng các tàu hộ tống khu trục khác, cho đến khi nó quay trở về Xưởng hải quân Charleston một tháng sau đó. Nó chuyển đến New York, rồi khởi hành từ đây vào ngày 18 tháng 10 để đi Trinidad và vịnh Guantánamo, Cuba. Nó quay trở về Norfolk, Virginia và được phân về Đội hộ tống 3, rồi cùng Lực lượng Đặc nhiệm 64 lên đường vào ngày 25 tháng 11 để hộ tống cho Đoàn tàu UGS-25 vượt Đại Tây Dương để hướng sang khu vực Địa Trung Hải. Đoàn tàu đi đến Casablanca, Maroc thuộc Pháp vào ngày 13 tháng 12, nơi nó sáp nhập vào Đoàn tàu GUS-24 và khởi hành vào ngày 15 tháng 12 cho chặng quay trở về Hoa Kỳ, về đến New York vào ngày 3 tháng 1, 1944.
Sau đó trong thành phần lực lượng đặc nhiệm 64 hoặc 65, Stanton tiếp tục hộ tống các đoàn tàu vận tải UGS-31, GUS-30 và UGS-37 vượt Đại Tây Dương sang Bắc Phi. Nó đảm trách vai trò soái hạm cho Lực lượng Đặc nhiệm 65 khi hộ tống cho Đoàn tàu UGS-37, vốn bao gồm trên 60 tàu, đi từ Norfolk đến Bizerte, Tunisia trong tháng 4, 1944. Vào chiều tối ngày 11 tháng 4, ở vị trí ngoài khơi bờ biển Algeria, máy bay của Không quân Đức bắt đầu hoạt động trong khu vực; và đến trước nữa đêm, khoảng hai tá máy bay ném bom Dornier Do 217 và Junkers Ju 88 đã tấn công đoàn tàu. Stanton đã nổ súng nhắm vào một máy bay băng ngang trước mũi nó và một loạt bom đã rơi bên mạn tàu. Đợt không kích đã không gây bất kỳ thiệt hại nào cho các tàu buôn và tàu đổ bộ LST, nhưng tàu chị em Holder (DE-401) bị trúng ngư lôi bên phía mạn trái tàu; Holder vẫn tiếp tục nổi và được kéo đi. Đoàn tàu đi đến vào ngày hôm sau, và Stanton hộ tống cho Đoàn tàu GUS-37 quay trở về New York.
Saukhi được sửa chữa trong ụ tàu cho đến đầu tháng 5, Stanton tham gia tập trận ngoài khơi Cape May, New Jersey trước khi lên đường đi Hampton Roads, Virginia. Đến nơi vào ngày 30 tháng 5, nó được phối thuộc cùng Đội hộ tống 13 Hạm đội Đại Tây Dương, rồi tham gia hộ tống cho Đoàn tàu UGS-44 đi sang Bắc Phi. Nó ở lại Bizerte từ ngày 22 đến ngày 30 tháng 6, rồi hộ tống cho Đoàn tàu GUS 44 quay trở về New York. Con tàu được phối thuộc cùng Đệ Lục hạm đội và thực hành tại Casco Bay, Maine từ ngày 30 tháng 7, cho đến khi quay trở lại New York để hộ tống một bộ phận của Đoàn tàu UGS-51 đi đến Norfolk. Tuy nhiên vào ngày 19 tháng 8, lúc đang trên đường hộ tống cho UGS-51 vượt Đại Tây Dương, Stanton được điều quay trở lại Xưởng hải quân Boston để cải biến và nâng cấp. Công việc kéo dài cho đến giữa tháng 10, khi con tàu chạy thử máy và thử nghiệm thiết bị mới và đi đến Bermuda.
Đi đến vịnh Port Royal vào ngày 5 tháng 11, Stanton tham gia cùng tàu sân bay hộ tống Croatan (CVE-25) và quay trở về New York vào ngày 13 tháng 11. Đội đặc nhiệm lên đường đi Norfolk ngang qua để đến vịnh Guantánamo, Cuba, nơi họ huấn luyện tập trận phối hợp, rồi quay trở về Norfolk vào cuối tháng 12. Vào ngày 10 tháng 1, 1945, Stanton cùng Đội hộ tống 13 và Croatan lên đường đi Bermuda để thực hành chống tàu ngầm phối hợp cùng không lực. Sau khi hoàn tất, đội đặc nhiệm quay lại New York vào ngày 4 tháng 2, trước khi lên đường đi Casco Bay để huấn luyện chuẩn nhận phi công tàu sân bay. Vào cuối tháng 3, đội đặc nhiệm hoạt động tuần tra tại vùng biển Bắc Đại Tây Dương, ở khoảng giữa Newfoundland và quần đảo Anh trong khuôn khổ Chiến dịch Teardrop. Chiến dịch này thiết lập một hàng rào tuần tra nhằm ngăn chặn sự xâm nhập của các tàu ngầm U-boat Đức thế hệ mới được trang bị ống hơi.
Vào ngày 15 tháng 4, Stanton phát hiện qua radar một mục tiêu nghi ngờ ở khoảng cách 3.500 yd (3.200 m) và tiếp cận để xác minh. Chiếc U-boat lặn xuống và biến mất khỏi màn hình radar, nhưng Stanton lại dò được tín hiệu sonar; nó bắn ra một loạt đạn cối chống ngầm Hedgehog, tạo ra nhiều tiếng nổ nhỏ. Nó tiếp tục ghi nhận tín hiệu sonar của mục tiêu, và bắn thêm một loạt Hedgehog; lần này tạo ra một vụ nổ ngầm lớn dưới nước. Sau khi Stanton bắn ra loạt Hedgehog thứ ba, một vụ nổ ngầm dưới nước rất lớn gây rung động cho các con tàu của đội đặc nhiệm. Lúc sau nữa đêm, tàu chị em Frost (DE-144) cùng tham gia tấn công bằng Hedgehog; hai con tàu tiếp tục truy đuổi mục tiêu bằng các lượt tấn công, cho đến khi một vụ nổ cuối cùng xảy ra lúc 04 giờ 10 phút, được ghi nhận bởi các con tàu ở cách xa đến 10 nmi (19 km). Sau đó tín hiệu sonar bị mất, xác định U-1235 đã bị đánh chìm tại tọa độ 42°54′B 30°25′T / 42,9°B 30,417°T; toàn bộ 57 thành viên thủy thủ đoàn của U-1235 đều tử trận.
Ngay trước đó, lúc 02 giờ 00 ngày 16 tháng 4, Frost phát hiện một mục tiêu trên mặt biển ở khoảng cách 500 yd (460 m), nó bắn pháo sáng, và cuối cùng phát hiện chiếc U-boat bằng đèn pha tìm kiếm. Frost khai hỏa nhắm vào chiếc tàu ngầm, bắn trúng đích nhiều phát vào tháp chỉ huy của chiếc U-boat. Sau khi đối thủ lặn xuống và mất dấu vết, Stanton và Huse (DE-145) tham gia vào cuộc truy đuổi. Lúc 04 giờ 06 phút, Stanton bắn ra một loạt Hedgehog, gây ra một tiếng nổ ngầm rất lớn dưới nước, mạnh đến mức nó cho rằng đã bị trúng ngư lôi và làm rung động Croatan lúc đó ở cách xa 15 mi (24 km). Frost bắn thêm một loạt Hedgehog khác, tạo ra ba tiếng nổ nhỏ. Vào lúc này một vệt dầu loang lớn lan trên mặt biển và tín hiệu sonar mất dần, xác nhận việc tiêu diệt chiếc U-880 tại tọa độ 47°18′B 30°26′T / 47,3°B 30,433°T; toàn bộ 49 thành viên thủy thủ đoàn của U-880 đều tử trận. Đội đặc nhiệm quay trở về Argentia, Newfoundland từ ngày 22 đến ngày 28 tháng 4 để tiếp nhiên liệu và đạn dược trước khi tiếp tục tuần tra chống tàu ngầm.

### Mặt trận Thái Bình Dương
Sau khi chiến tranh kết thúc tại Châu Âu, Stanton quay trở về New York để tiếp nhiên liệu trước khi tiếp tục đi đến Charleston, South Carolina để sửa chữa và bảo trì. Vào ngày 1 tháng 7, Đội hộ tống 13 được điều động sang khu vực Mặt trận Thái Bình Dương, nên nó cùng Swasey (DE-248) khởi hành hướng sang khu vực quần đảo Hawaii ngang qua kênh đào Panama và San Diego, California. Họ đi đến Trân Châu Cảng vào ngày 9 tháng 8, và vẫn đang thực hành huấn luyện tại vùng biển Hawaii khi Nhật Bản chấp nhận đầu hàng vào ngày 15 tháng 8, giúp chấm dứt vĩnh viễn cuộc xung đột. Nó tiếp tục thực hành chống tàu ngầm cho đến ngày 22 tháng 8, khi được lệnh quay trở lại vùng bờ Đông.

### Sau chiến tranh
Vào tháng 2, 1946, Stanton được phái đến đảo Bikini tại quần đảo Marshall để tham gia cuộc thử nghiệm bom nguyên tử trong khuôn khổ Chiến dịch Crossroads. Sau đó nó đi đến Norfolk, Virginia vào ngày 28 tháng 9, rồi sang tháng sau được đưa về Hạm đội Dự bị Đại Tây Dương tại Green Cove Springs, Florida, nơi nó cung cấp hơi nước và điện năng Đội hộ tống 23 trong giai đoạn từ ngày 1 tháng 1 đến ngày 2 tháng 6, 1947.
Stanton được cho xuất biên chế vào ngày 2 tháng 6, 1947. Tên nó được cho rút khỏi danh sách Đăng bạ Hải quân vào ngày 1 tháng 12, 1970, và con tàu bị đánh chìm như một mục tiêu ngoài khơi Puerto Rico vào ngày 16 tháng 10, 1972.

## Phần thưởng
Stanton được tặng thưởng ba Ngôi sao Chiến trận do thành tích phục vụ trong Thế Chiến II.
|  |                                         |  |
|  | Bronze star · Bronze star · Bronze star |  |

| Dãi băng Hoạt động Tác chiến (truy tặng) |                                                                              |                                      |
| Huân chương Chiến dịch Hoa Kỳ            | Huân chương Chiến dịch Châu Âu-Châu Phi-Trung Đông với 3 Ngôi sao Chiến trận | Huân chương Chiến thắng Thế Chiến II |